# 酒店禮賓部
《酒店禮賓部》（日语：ホテルコンシェルジュ），2015年7月7日至9月22日於日本TBS電視台週二劇場時段（每週二晚間10:00 - 10:54）播出的連續劇，由西內瑪麗亞主演，共播出10集。這次是西內首次主演黃金檔的電視連續劇。

## 角色表

### 禮賓部
- 天野塔子：西內瑪麗亞（香港配音：陳琴雲）

本劇女主角，23歲。
一直憧憬在一流飯店工作，故進入觀光專門學校就讀。在佛蒙特飯店餐飲部工作3年後，獲得鷲尾總經理拔擢轉任禮賓部。
最愛吃的食物是豬排丼，擁有充沛的體力。
個性不服輸，常未看清楚情況就出手，十分衝動。
對飯店的工作非常熱愛，為了客人的笑容會不顧一切及借用旁人的力量全力奔走，但最後總能觸發奇蹟。
- 本城和馬：三浦翔平（香港配音：關令翹）

27歲，大學畢業後就在佛蒙特飯店工作，從門童、行李員一路做到禮賓部。
以溫柔的待客態度獲得超高評價，但對工作範圍外的一切不感興趣。
擁有高度專業意識的完美主義者，看似高傲從容的背後下了非常多苦工。
- 珠久里太一：尾美利德（香港配音：潘文柏）

鷲尾總經理從別家飯店挖角過來的資深禮賓員。
對於款待非常講究，在業界甚至已經成為傳說。
隱匿身分觀察天野和本城的表現後，在上任第一天就對他們倆相當激賞。

### 房務部
- 高垣亞里砂：夏菜（香港配音：陳皓宜）
- 玉山和代：鈴木天莉（鈴木アメリ）（香港配音：李潤知）

### 行李人員
- 牧原豪太：小關裕太（香港配音：李凱傑）
- 二階堂塁：上杉柊平
- 大倉伸也：湯淺景介

### 前櫃
- 紺野浩太郎：山田裕貴（香港配音：李鎮然）
- 南綾乃：市山京香
- 岩橋昌弘：田中清貴

### 門衛
- 小松治：板倉武志
- 泉勝彥：香山佳祐

### 餐廳
- 富永哲司：敦士（日语：敦士）（香港配音：李錦綸）
- 守山麻里：森山明日香

### 花商
- 丹後悠大：武田航平（香港配音：周倚天）
- 池上陸：犬飼貴丈（香港配音：李震權）

### 布巾儲藏室
- 澤渡美咲：池津祥子（日语：池津祥子）（香港配音：伍秀霞）
- 宇田川奈央：簑島宏美（日语：簑島宏美）

### 員工食堂
- 安藤幹也：辻本耕志（日语：辻本耕志）（香港配音：劉昭文）

### 設施部
- 西崎隼人：淺利陽介

### 新娘部
- 松川唯：吉谷彩子（第5集、第7集）

### 幹部
- 片桐美穗子：若村麻由美（香港配音：陸惠玲）
- 成澤瑛一：伊武雅刀（香港配音：譚炳文）

佛蒙特飯店老闆。
- 鷲尾陵介：高橋克典（日语：高橋克典）（香港配音：陳廷軒）

佛蒙特飯店總經理。
相信款待品質決定飯店的好壞。在天野於餐飲部門工作滿3年後神來一筆將她拉上禮賓部。

### 各集登場人物
出場次數多於一集的的角色皆在（）内註明集數。

#### 第1集
- 海寶沙知：鈴木保奈美

知名時尚設計師。飯店的VIP級顧客。對丈夫平時的精神暴力行為感到相當苦惱。
- 海寶悟：矢柴俊博（日语：矢柴俊博）

沙知的丈夫。對沙知有嚴重的精神支配欲，總是以言語否定沙知的人格。
- 海寶翼：寺田心

沙知與悟的兒子。
- 渡邊祐二：尾上寛之（日语：尾上寛之）（香港配音：陳成港）

花卉市場業務。飯店是他的客戶之一，經常接受委託送花至飯店。為了想在女友的生日時向她求婚，而與女友至飯店住宿。
- 田中圓：淺見麗奈

祐二的女友。
- 三上圭一：小杉哥（香港配音：蕭徽勇）

貿易公司業務。住宿期間不慎遺失至上海出差時所需的重要契約書。

#### 第2集
- 菅野友美：市毛良枝（日语：市毛良枝）

長期住在飯店的顧客。
- 井坂正巳：中村靖日（日语：中村靖日）（香港配音：麥皓豐）

表面上是經常出差的顧客，實為入住飯店後在退房前趁機溜走的霸王餐顧客。
- 鈴木亮治：六角慎司（日语：六角慎司）（香港配音：蘇強文）
- 鈴木的母親：大島蓉子（日语：大島蓉子）

#### 第3集
- 森村繭：田牧空（日语：田牧そら）
- 森村澄江：草村禮子（日语：草村礼子）（香港配音：雷碧娜）

繭的祖母。
- 松山惣太郎：大東駿介（香港配音：曹啟謙）

歌舞伎演員。個性奔放，對自己的歌舞伎演出實力相當自負。
- 松山的經紀人鳥越：小林大介（花組芝居）（香港配音：鄧志堅）
- 松山惣十郎（遺照）：水下清志（日语：水下きよし）
- 森村百合：八木望（日语：八木のぞみ）

繭的母親。

#### 第4集
- 德永美雪：映美久羅羅（日语：映美くらら）（香港配音：曾秀清）

誤以為本城對自己有好感的顧客。在住房期間打探本城所有的一切行程。
- 澤村遙人：石井正則
- 後藤愛理：佐津川愛美（日语：佐津川愛美）

#### 第5集
- 古市良輔：德重聰（日语：徳重聡）

西崎的叔父。定食店老闆。
- 北林菜月：遠藤璃菜

古市的女兒。與離婚前妻的再婚對象同住。
- 朝比奈公彦：松下洸平

老牌日式點心店的繼承人之子。即將與栞結婚的準新郎。
- 宮間栞：黑川智花（香港配音：何璐怡）

即將與公彥結婚的準新娘。
- 朝比奈律子：鷲尾真知子

公彥的母親。

#### 第6集
- 天堂季世子：三浦理惠子

客房部經理，高垣任職前櫃時期的前輩。
- 藤井典枝：山野海（日语：山野海）
- 今泉鈴香：黒田福美（日语：黒田福美）
- 中原曉美：舟木幸（日语：舟木幸）

#### 第7集
- 牧原葉子：前田美波里（日语：前田美波里）

老牌旅館的老闆娘。牧原的母親。
- 原口俊介：須田邦裕（日语：須田邦裕）
- 小野寺美香：藤澤恵麻（日语：藤澤恵麻）

俊介的未婚妻。
- 小野寺幸一：小林隆（日语：小林隆）

美香的父親。癌症末期病患。
- 倉田直樹：八神蓮（日语：八神蓮）
- 倉田步美：橫田美紀（日语：横田美紀）

直樹的妻子。

#### 第8集
- 真島藍子：朝加真由美（日语：朝加真由美）

真島咲希的母親。
- 真島咲希：小島藤子

東京國際飯店專門學校的住宿實習生。
- 保科誠也：間宮祥太朗

東京國際飯店專門學校的住宿實習生。
- 倉持七瀬：松川星

東京國際飯店專門學校的住宿實習生。
- 原田英梨香：志村玲那（日语：志村玲那）

東京國際飯店專門學校的住宿實習生。
- 藤岡郁美：赤間麻里子（日语：赤間麻里子）

藤岡凛的母親。
- 藤岡凛：内田愛

於花式溜冰大賽前至飯店住宿的顧客。

#### 第9集
- 椿映里子：泉平子（特別演出）（完結篇）

業界規模最大的美容沙龍「椿映里子美容沙龍」負責人。
- 椿美麗：内山理名（完結篇）

映里子的女兒。「椿映里子美容沙龍」的宣傳部人員。
- 高岡悦司：乃木涼介（日语：乃木涼介）（完結篇）
- 惠（小早川愛）：大野絲（完結篇）

「椿映里子小姐」最終入選者。時尚模特兒。
- 川島小百合：西川加奈子（西川カナコ）

「椿映里子小姐」最終入選者。經一般公開招募管道獲選。
- 西野杏奈：柳百合菜（完結篇）

「椿映里子小姐」最終入選者。活躍於廣告及戲劇界。
- 水澤真凛：江田友莉亞

「椿映里子小姐」最終入選者。
- 有森由真：阿部菜渚美（日语：阿部菜渚美）（完結篇）

「椿映里子小姐」最終入選者。
- 三上奈美：中神圓（完結篇）

「椿映里子小姐」最終入選者。
- 小早川光子：洞口依子（日语：洞口依子）（完結篇）

小早川愛的繼母。

## 收視率
| 集數                                                     | 播出日期 | 副標題                             | 劇本                 | 導演     | 收視率 |
| -------------------------------------------------------- | -------- | ---------------------------------- | -------------------- | -------- | ------ |
| 1                                                        | 7月7日   | 生日的奇蹟（誕生日の奇跡）                     | 松田裕子             | 宮木正悟 | 9.4%   |
| 2                                                        | 7月14日  | 倍受愛戴的客人、不受歡迎的客人（愛すべき客、招かれざる客） | 松田裕子、中川千英子 | 植田尚   | 8.5%   |
| 3                                                        | 7月21日  | 將願望放進撲滿中（貯金箱に願いをこめて）               | 李正姬               | 今井和久 | 8.9%   |
| 4                                                        | 7月28日  | 天馬行空的想法（暴走する想い）                 | 松田裕子             | 星野和成 | 8.2%   |
| 5                                                        | 8月4日   | 閉門不出的新娘（立てこもった花嫁）                 | 李正姬               | 植田尚   | 7.9%   |
| 6                                                        | 8月11日  | 失去笑容的理由（笑顔をなくした理由）                 | 松田裕子             | 今井和久 | 8.2%   |
| 7                                                        | 8月18日  | 家人間的親情與充滿淚水的婚禮（家族の絆と涙の結婚式）   | 中川千英子           | 星野和成 | 6.7%   |
| 8                                                        | 9月1日   | 未來的禮賓人員們（未来のホテリエたち）               | 李正姬               | 植田尚   | 8.4%   |
| 9                                                        | 9月15日  | 佛蒙特飯店最嚴重的危機（フォルモント最大の危機）         | 松田裕子             | 今井和久 | 6.5%   |
| 10                                                       | 9月22日  | 母女所擁有的真相（母と娘の真実）               | 松田裕子             | 今井和久 | 6.4%   |
| 平均收視率：7.9%（收視率由Video Research於關東地區統計） |          |                                    |                      |          |        |

## 外部連結
- 日本TBS官方網站 （页面存档备份，存于）（日語）
- 台灣緯來日本台官方網站 （页面存档备份，存于）（繁體中文）
- 互联网电影数据库（IMDb）上《酒店禮賓部》的资料（英文）

| TBS電視台 週二連續劇             | TBS電視台 週二連續劇                     | TBS電視台 週二連續劇 |
| -------------------------------- | ---------------------------------------- | -------------------- |
|                                  | 店禮賓部 （2015年7月7日－2015年9月22日） |                      |
| （2015年4月14日－2015年6月16日） | （2015年10月13日－2015年12月15日）       |                      |

| 香港 TVB日劇台 星期六 13:30 - 15:25、17:30 - 19:30及21:30 - 23:30 | 香港 TVB日劇台 星期六 13:30 - 15:25、17:30 - 19:30及21:30 - 23:30 | 香港 TVB日劇台 星期六 13:30 - 15:25、17:30 - 19:30及21:30 - 23:30 |
| ----------------------------------------------------------------- | ----------------------------------------------------------------- | ----------------------------------------------------------------- |
|                                                                   | 店禮賓部 （2015年10月10日－2015年11月7日）                        |                                                                   |
| （2015年9月19日－2015年10月3日）                                  | （2015年11月14日－2015年12月12日）                                |                                                                   |

| 台灣 緯來日本台 每週一至五 21:00 - 21:58 | 台灣 緯來日本台 每週一至五 21:00 - 21:58  | 台灣 緯來日本台 每週一至五 21:00 - 21:58 |
| ---------------------------------------- | ----------------------------------------- | ---------------------------------------- |
|                                          | 歡迎光臨本飯店 （2015年10月15日－10月28日） |                                          |
| （2015年10月1日－10月14日）              | （2015年10月29日－11月11日）              |                                          |